# Standaardtype WZ

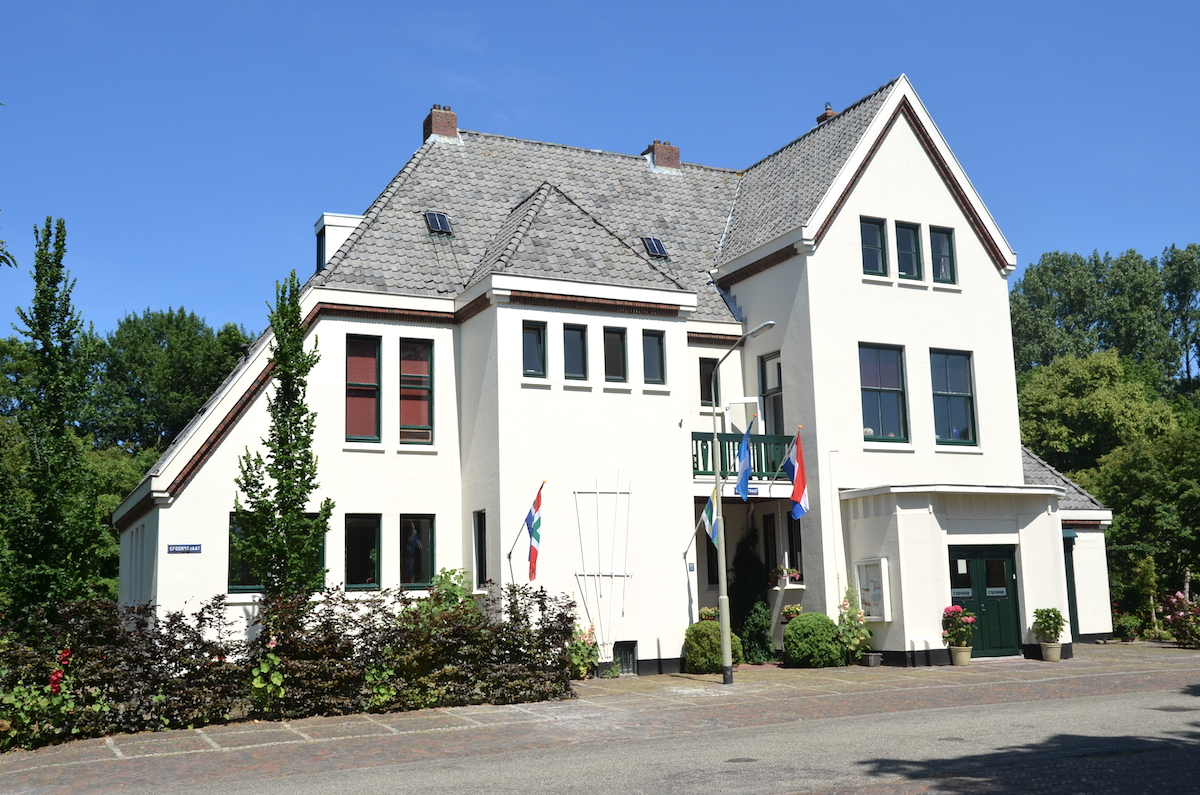
Station Ulrum

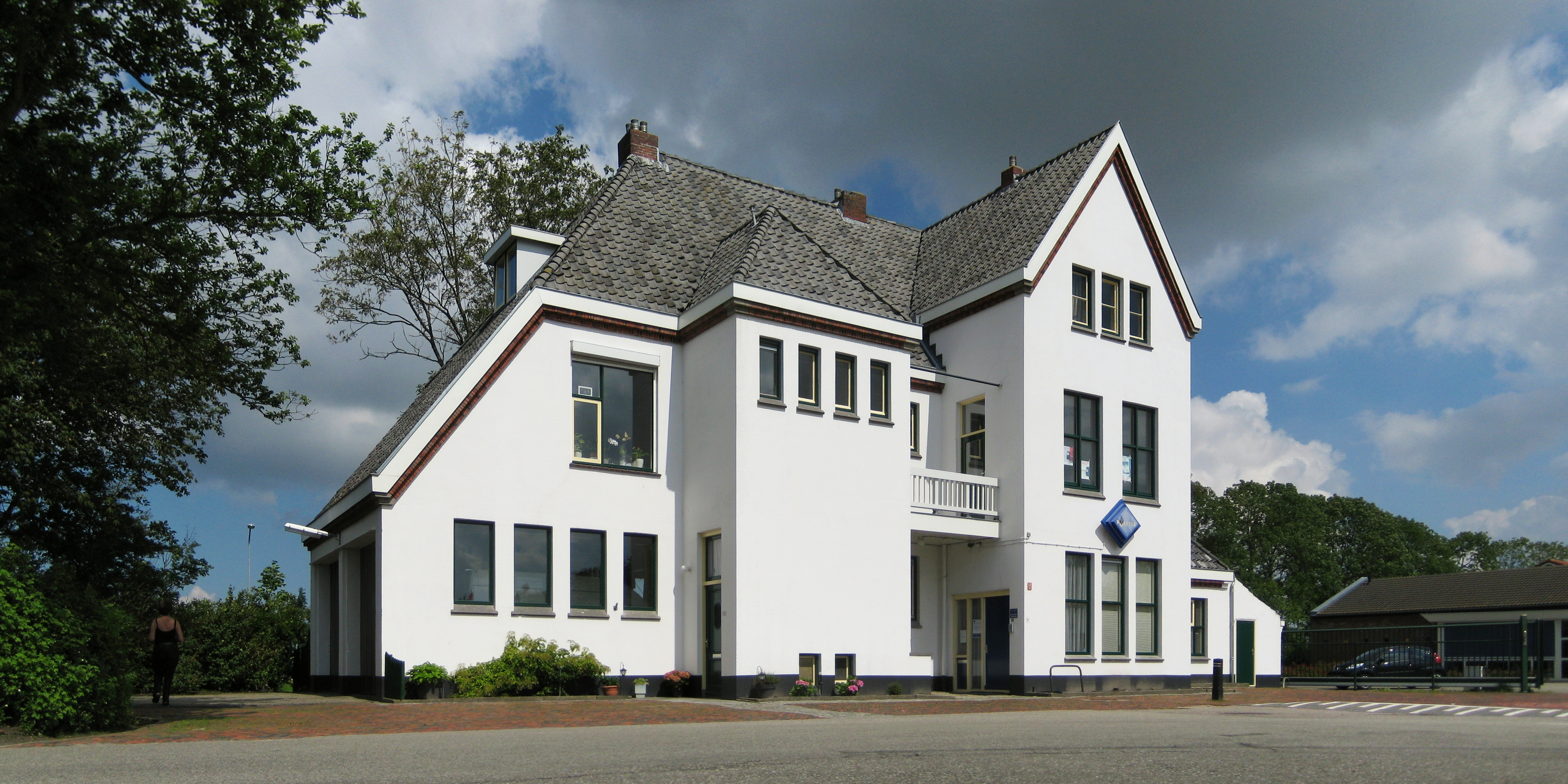
Station Leens

Het Standaardtype WZ is een stationsontwerp dat in 1922 gebruikt werd voor de stationsgebouwen aan de spoorlijn Winsum - Zoutkamp van de Groninger Locaalspoorweg-Maatschappij.
De stations waren in een door het rationalisme geïnspireerde bouwstijl ontworpen door de Utrechtse architect Cornelis de Graaf, bouwkundige bij de  Staatsspoorwegen. Ze waren relatief groot voor de kleine plaatsen die de lijn bediende. Ze waren opgetrokken uit rode baksteen en werden omstreeks 1930 grijs bepleisterd. Op de begane grond bevonden zich een voorhuis, een kantoor met loket en twee wachtkamers voor reizigers 2e en 3e klasse. Er was ook een aangebouwde goederenbergplaats. Op de bovenverdieping en de zolder waren twee woningen. 
Nadat de spoorlijn in 1942 was opgebroken, kregen de gebouwen andere bestemmingen. Van de in totaal vijf stations staan drie nog overeind, waarvan Leens en Ulrum, althans uitwendig, in vrijwel oorspronkelijke staat, afgezien van de witte beschildering van de bepleistering. 

## Stations van het type WZ op de lijn Winsum - Zoutkamp
Volgorde van oost naar west:
- Station Eenrum, gesloopt in 1965
- Station Wehe-Den Hoorn, gesloopt in 1963
- Station Leens, nog aanwezig, deels woonhuis, deels politiepost
- Station Ulrum, nog aanwezig, rijksmonument, gerestaureerd in 2009, huisvest sinds 2017 het Museum De Eenhoorn
- Station Zoutkamp, nog aanwezig, ingrijpend verbouwd na een brand in 1977

Douma (Beilen) · 
Eijs-Wittem ·
GLS ·
GOLS ·
Harmelen ·
Hemmen ·
HESM ·
KNLS ·
Loppersum ·
NCS ·
NFLS ·
NH ·
NOLS ·
Randstadspoorhalte ·
Sneek ·
Sextant ·
Staatsspoorwegen ·
Velsen-Zeeweg ·
Vierlingsbeek ·
Visvliet ·
Voorstadshalte ·
Woldjerspoor ·
WZ ·
ZB